# Addison Hutton
Pour les articles homonymes, voir Hutton.
Addison Hutton (né le 28 novembre 1834 et mort le 26 juin 1916) est un architecte de Philadelphie qui a conçu d'importantes résidences à Philadelphie et dans sa banlieue, ainsi que des palais de justice, des hôpitaux et des bibliothèques, dont la Ridgway Library  (aujourd'hui la Philadelphia High School for the Creative and Performing Arts (en) ) et la Historical Society of Pennsylvania (en). Il a fait des ajouts majeurs aux campus de la Westtown School (en). 